# Turmhügel Stuer
Der Turmhügel Stuer ist eine abgegangene Turmhügelburg (Motte) im Ackerland 200 Meter östlich der Kirche von Stuer bei der Kleinstadt Röbel/Müritz, Sitz des Amtes Röbel-Müritz im Gebiet der Mecklenburgischen Seenplatte in Mecklenburg-Vorpommern.
Von der ehemaligen Mottenanlage ist noch der Turmhügel mit einem Durchmesser von etwa 50 Meter auf einem 14 mal 14 Meter großen Plateau aus großen bearbeiteten Feldsteinen erhalten. Der Bergfried mit 2,3 Meter starken Mauern hatte eine Grundfläche von 11 mal 11 Meter.